# Silver upholders
Silver upholders — угандийская компания осуществляющая деятельность в сфере микрофинансового кредитования бедных слоев населения, как правило женщин, занимающихся мелким предпринимательством. Основана в Кампалае в 2008 году.
Компания образовано уроженцем Уганды Юлием Селвамбала в 2008 году, после получения государственной лицензии на оказание финансовых услуг от правительства страны.
Silver upholders специализируется на выдаче групповых кредитов, что является одним из ключевых факторов успеха компании, компания перекладывает часть обязанностей по мониторингу и администрированию выплат по кредиту на группу заемщиков.
Процентная ставка по кредитам Silver upholders составляет 20 % на 20 недель (около 5 месяцев), несмотря на высокий по мировым меркам процент, данные цифры являются одними из самых невысоких в стране. Инфляция в Уганде составляет около 28 % в год, а государственный банк Уганды кредитует местные финансовые организации со ставкой рефинансирования в 26 % годовых.
При этом следует отметить что частично Silver upholders субсидируется правительством страны и пользуется поддержкой некоторых международных фондов, среди которых можно отметить PACE health organization, 1%Club и Inuka.org.
Компания одновременно выдает около 1100 кредитов, средний размер выдаваемых кредитов — 400 000 угандийских шиллингов (около 130 долл. США), минимальная сумма кредита 200 000 шиллингов, максимальная 800 000. Процент возвращения кредитов — 97 %.
Потребителями кредитов Silver upholders являются женщины в возрасте от 20 до 50 лет, занимающиеся мелким предпринимательством, выдаваемые в кредит деньги главным образом идут на поддержку розничной торговли, включая фруктовые лавки, магазины одежды, скотоводческие рынки. Помимо этого средства идут на покупку основных средств, таких как швейные машинки, торгового оборудования для магазинов. Большинство клиентов компании зарабатывают в секторе неформальной экономики, это парикмахеры, пекари, швеи, уличные торговцы.